# Università normale della Cina orientale
L'Università normale della Cina orientale (華東師範大學T, 华东师范大学S, Huádōng Shīfàn DàxuéP) nota anche con l'acronimo ECNU, è un'università di Shanghai ed è considerata una delle più prestigiose università cinesi. L'università è gestita insieme dal Ministero dell'Istruzione e dal Governo di Shanghai.

## Presente
L'ECNU è un'università principale gestita direttamente dal Ministero della Pubblica Istruzione della Repubblica popolare cinese. L'università è molto attiva nel promuovere cooperazione e scambi con altri paesi. Programmi congiunti sono attivi con i principali paesi industrializzati (tra cui l'Italia).  Nel 2012, gli studenti stranieri erano oltre 4000.